# Karanganyar (Madukara)
Karanganyar is een bestuurslaag in het regentschap Banjarnegara van de provincie Midden-Java, Indonesië. Karanganyar telt 886 inwoners (volkstelling 2010).